# Violetta Villas
Violetta Villas (geboren: Czesława Maria Cieślak) (Heusy, 10 juni 1938 – Lewin Kłodzki, 5 december 2011) was een Pools zangeres. Ze was in de jaren zestig in USA en Frankrijk enorm populair. Villas was ook succesvol in het theater, de film en later op tv.
Villas werd geboren te Heusy als dochter van de violist Bronisław Cieślak en Janina Cieślak.

## Discografie
- 1962 - Rendez-vous z Violettą Villas
- 1966 - Violetta Villas
- 1967 - Violetta Villas
- 1967 - Dla ciebie miły
- 1968 - O miłości
- 1977 - Nie ma miłości bez zazdrości
- 1980 - Dawne przeboje
- 1986 - Violetta Villas
- 1992 - Najpiękniejsze kolędy
- 1992 - Dla ciebie miły
- 1994 - Laleczka
- 1996 - Złote przeboje
- 1997 - Jestem taka, a nie inna
- 1997 - Kolędy
- 1999 - Platynowa kolekcja
- 1999 - Najpiękniejsze kolędy
- 2000 - Pocałunek ognia
- 2001 - Violetta Villas
- 2001 - Dla ciebie miły
- 2001 - Nie ma miłości bez zazdrości
- 2001 - Gdy się Chrystus rodzi
- 2003 - Do ciebie mamo
- 2003 - Walentynkowe hity
- 2004 - Kolędy serca
- 2006 - Ja już taka jestem
- 2008 - Na pocieszenie serca i uniesienie ducha
- 2009 - Z archiwum Polskiego Radia vol. 11
- 2009 - Gdy się Chrystus rodzi 2

- Gemeinsame Normdatei: 1034860577
- International Standard Name Identifier: 0000 0000 3415 333X
- Library of Congress Control Number: n98028804
- MusicBrainz: fba243b2-728f-46f1-9212-dd188c1561ef
- Nationale Bibliotheek van Polen: a0000001179988
- SNAC: w6478w6z
- Virtual International Authority File: 65782050
- WorldCat: E39PBJqfC7Fypkdytc4wvG8DMP